# Jim Douglas Jr.
Jim Douglas Jr., auch: James Douglas (* 8. August 1927 in Austin, Texas; † 27. April 2016) war ein US-amerikanischer Mathematiker (Numerische Mathematik, insbesondere numerische lineare Algebra, partielle Differentialgleichungen, Wissenschaftliches Rechnen mit Anwendungen in der Erdölgeologie) und Ingenieur und Hochschullehrer an der University of Chicago und der Purdue University.

## Leben
Douglas studierte zunächst Bauingenieurwesen an der University of Texas mit dem Bachelor-Abschluss 1946 und dem Master-Abschluss 1947, war einige Zeit Instructor für Ingenieursmechanik an der University of Texas, und erhielt 1950 den Master-Abschluss in Mathematik an der Rice University, an der er 1952 in Mathematik bei Hugh Daniel Brunk promoviert wurde. Die Dissertation bestand aus zwei Themen (I. Two Equivalent Methods for Sequences on Random Variables. II. The Expansion of Measures on Series of Orthogonal Measures). Danach war er bei Humble Oil (später zu ExxonMobil gehörig) als Mathematiker in der Geophysik (numerische Simulation von Strömungen von Flüssigkeiten wie Erdöl und Erdgas im Gestein bzw. porösen Medien). Dort arbeitete er mit Henry Rachford, Don Peaceman und John Rice. 1957 wurde er Assistant Professor an der Rice University, an der er 1961 eine volle Professur erhielt und 1964 W. L. Moody Professor wurde. 1967 wurde er Professor an der University of Chicago, an der er 1987 emeritiert wurde. Er war seit 1987 Direktor des Center for Applied Mathematics und Compere & Marcella Loveless Professor für wissenschaftliches Rechnen (Computational Mathematics) an der Purdue University. 2003 wurde er emeritiert.
Im August 1963 wurde er von Richard Courant für das erste große Treffen sowjetischer und US-amerikanischer Mathematiker in Nowosibirsk ausgewählt (als einer von 23 amerikanischen Mathematikern), das partielle Differentialgleichungen zum Thema hatte. Es wurde von der National Academy of Sciences und der Sowjetischen Akademie der Wissenschaften organisiert.
In seiner Zeit bei Humble Oil Mitte der 1950er Jahre waren die von ihnen genutzten Computerspeicher so klein (864 Worte), dass das Gaußsches Eliminationsverfahren zur Lösung der linearen Gleichungssysteme nicht möglich war. Deshalb entwickelte er mit Peaceman und Rachford die ADI-Methode (englisch Alternating Direction Implicit Method) zur Lösung parabolischer partieller Differentialgleichungen mit dem Differenzenverfahren (Variante von Peaceman und Rachford und eng verwandt die von Douglas, Variante von Douglas und Rachford). Der Trick bestand darin, die Gleichungen in zwei Variablen nicht simultan in den zwei Dimensionen (x,y) zu lösen, sondern alternierend in der x- und y-Variable, also ein eindimensionales Hilfsproblem zu betrachten. Die Methode fand große Resonanz und wurde später auch auf nichtlineare Probleme übertragen (allgemein monotone Operatoren). Sie spielte in der Variante von Douglas und Rachford später auch eine Rolle in der konvexen Analysis. Bei dem ursprünglichen Problemen wurden allerdings mit dem Aufkommen besserer Computerleistung andere Methoden verwendet (insbesondere Mehrgitterverfahren).
Ab den 1960er Jahren war er an der Entwicklung der mathematischen Grundlagen der Finite-Elemente-Methode für partielle Differentialgleichung beteiligt, vielfach mit seinem ehemaligen Doktoranden und späteren Kollegen in Chicago Todd Dupont.
Douglas veröffentlichte über 200 Arbeiten mit über 70 Ko-Autoren. Er erhielt 1958 die Cedric K. Ferguson Medal der Society of Petroleum Engineers (1958), 1979 den Robert Earll McConnell Award des American Institute of Mining, Metallurgical, and Petroleum Engineers (AIME). und 1992 eine Medaille der Karls-Universität Prag. Er war der SIAM und der American Mathematical Society (Inaugural Class). 1970 war er eingeladener Sprecher auf dem Internationalen Mathematikerkongress in Nizza (The flow of fluids in porous media).

## Schriften
- On the numerical integration of {\displaystyle u_{xx}+u_{yy}=u_{t}} by implicit methods, Journal of the Society for Industrial and Applied Mathematics, Band 3, 1955, S. 42–65
- mit H. H. Rachford: On the numerical solution of heat conductance problems in two and three space variables, Transactions of the AMS, Band 82,1956, S. 421–439
- Alternating direction methods for three space variables, Numerische Mathematik, Band 4, 1962, S. 41–63